# Nagagami Lake
Nagagami Lake är en sjö i Kanada.   Den ligger i distriktet Algoma och provinsen Ontario, i den sydöstra delen av landet, 800 km nordväst om huvudstaden Ottawa. Nagagami Lake ligger 295 meter över havet. Arean är 57 kvadratkilometer. Den sträcker sig 12,8 kilometer i nord-sydlig riktning, och 9,4 kilometer i öst-västlig riktning.
I omgivningarna runt Nagagami Lake växer i huvudsak blandskog. Trakten runt Nagagami Lake är nära nog obefolkad, med mindre än två invånare per kvadratkilometer.